# Adalbert Kelm

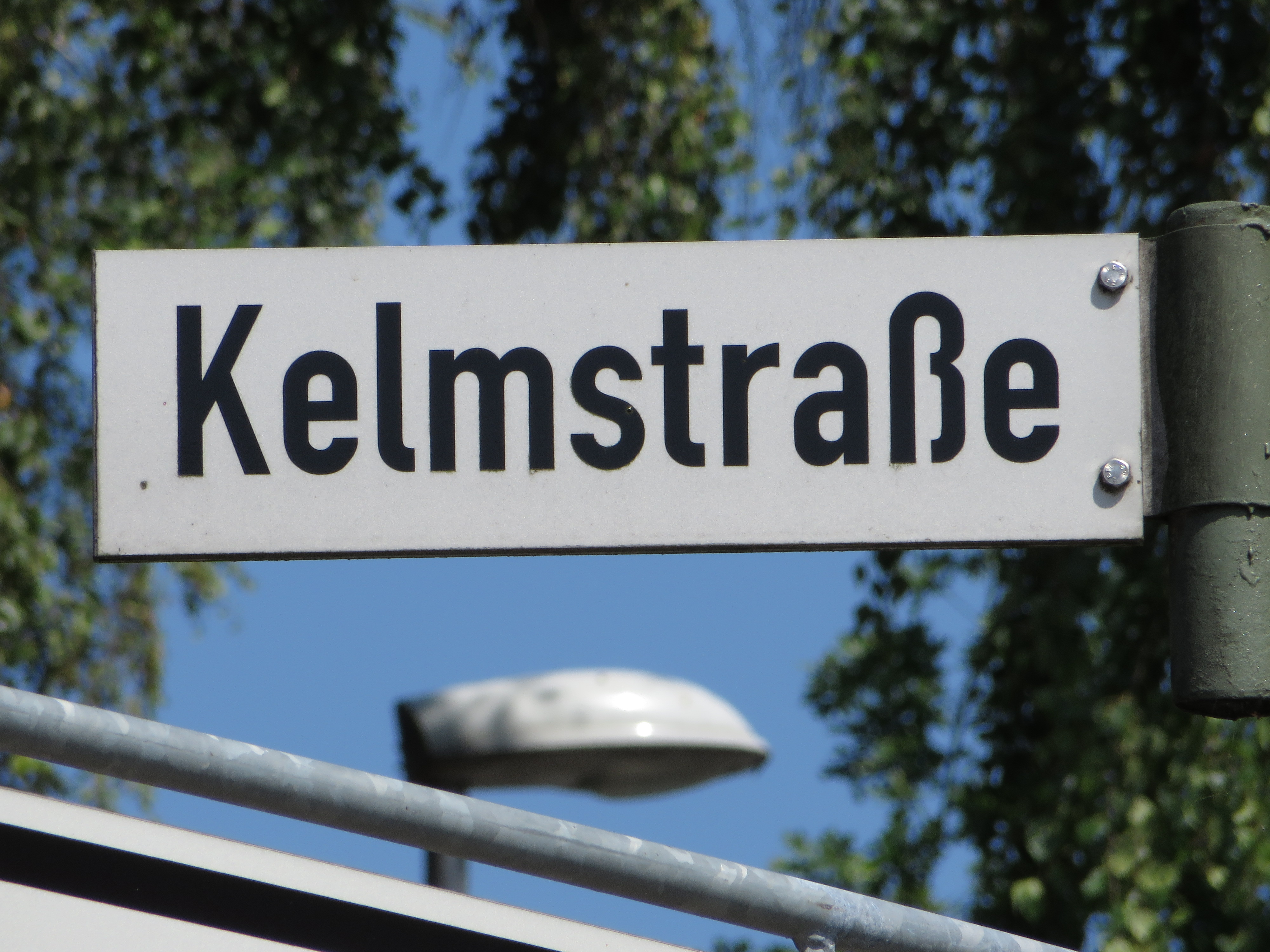
Straßenschild in Flensburg, der ihm zu Ehren benannten Straße zur Marineschule

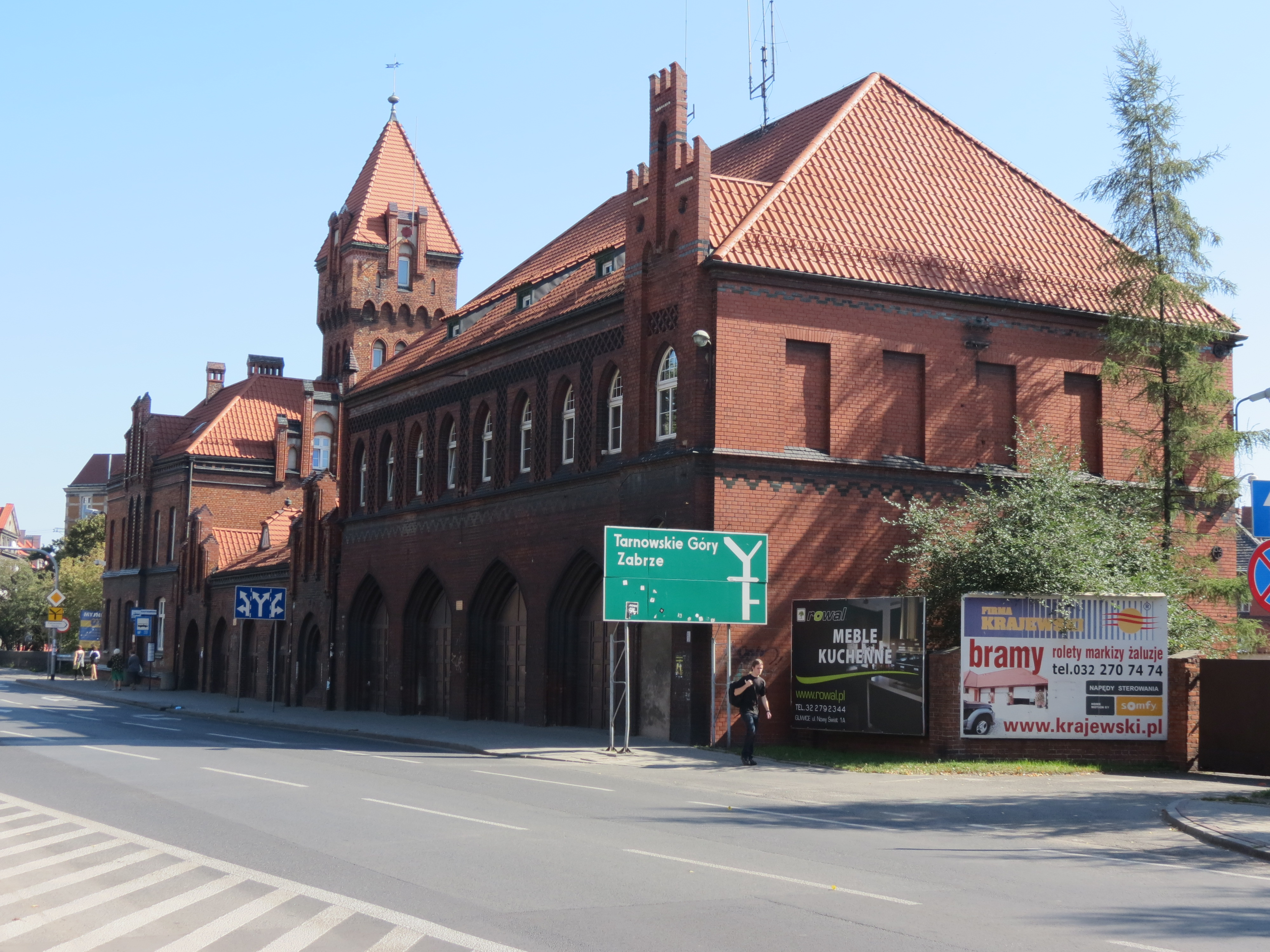
Die Feuerwache in Gleiwitz

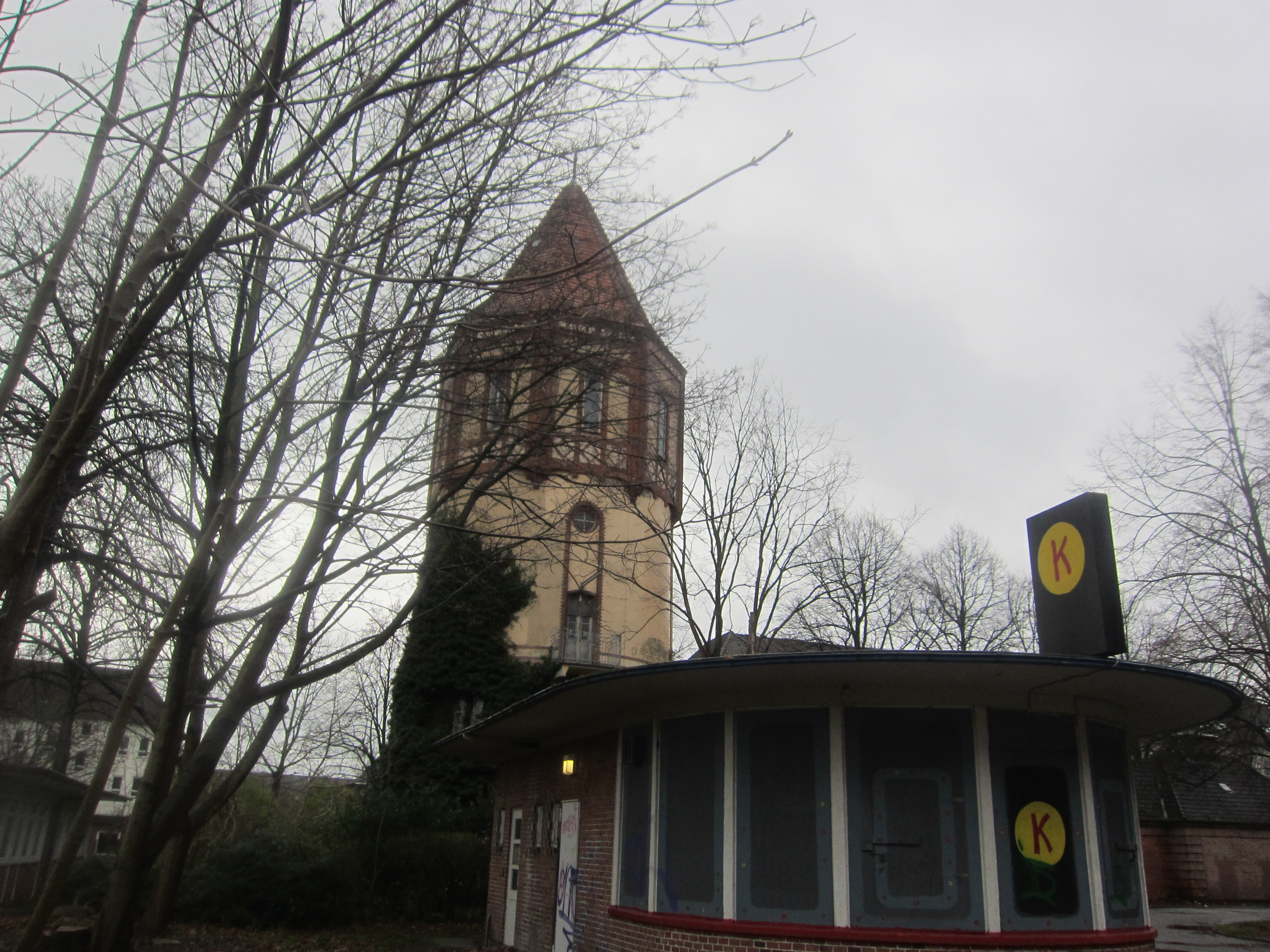
Wasserturm Kiel-Wik hinter der Endstation Kiel-Wik

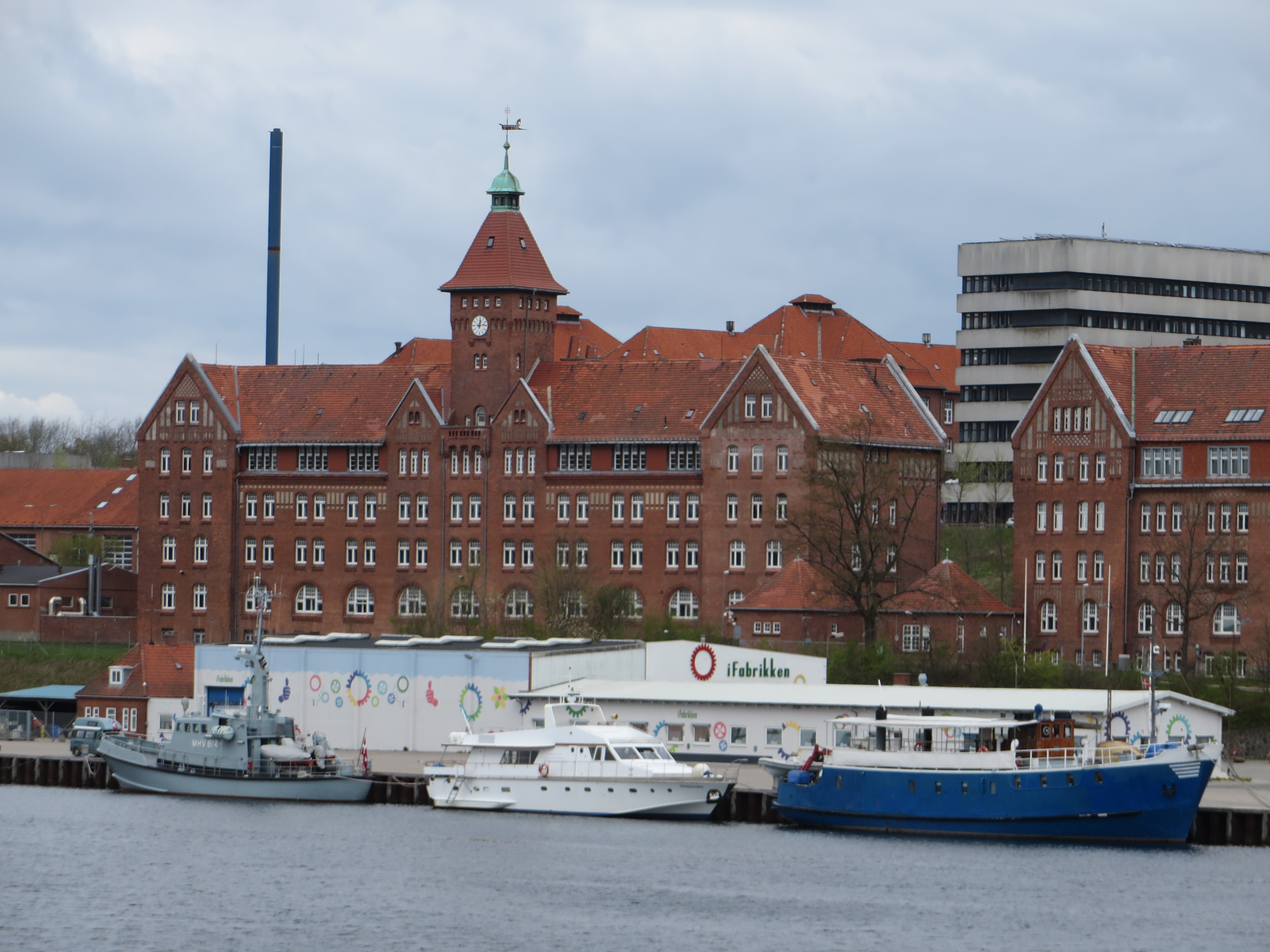
Sønderborg Kaserne

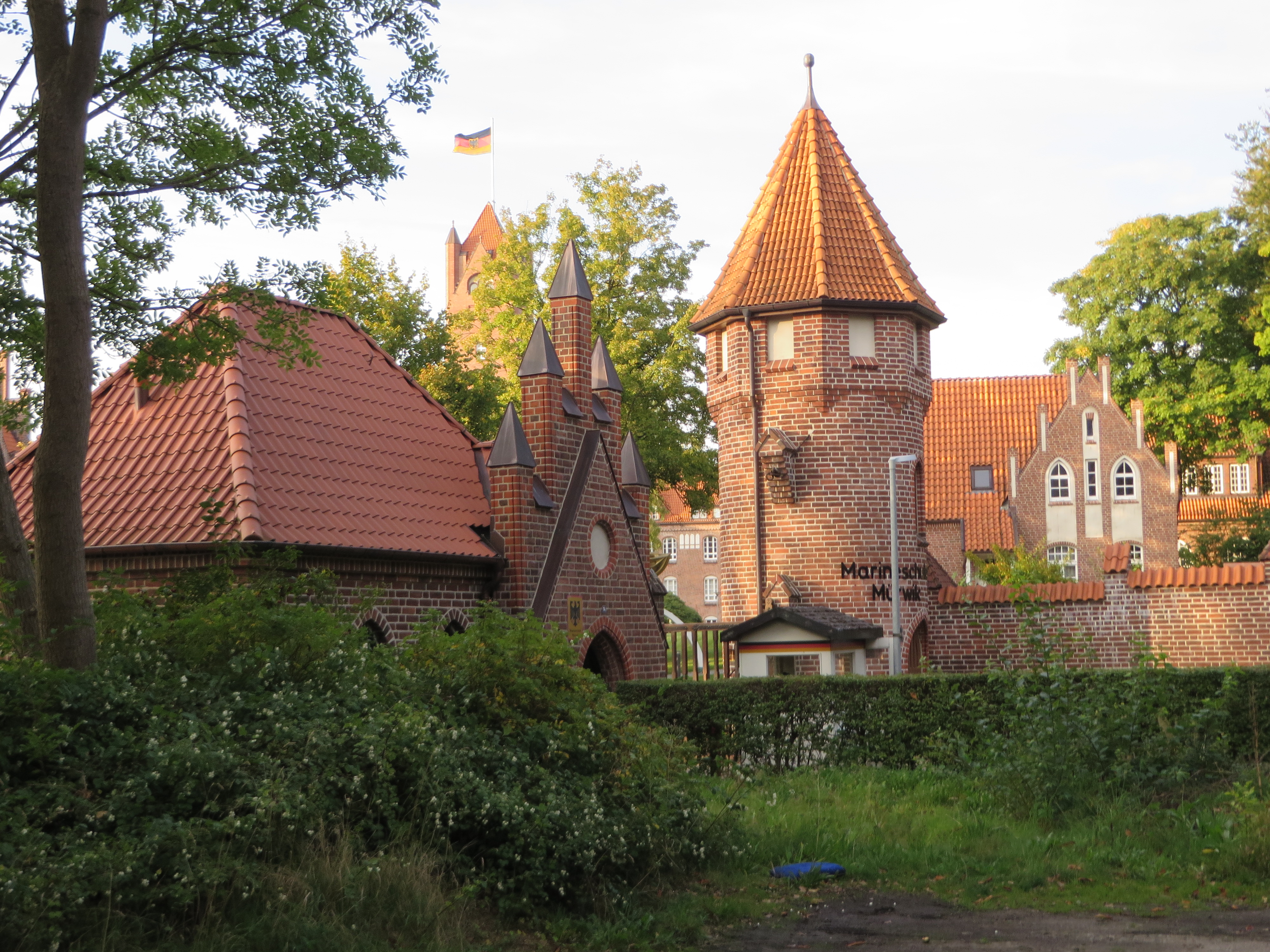
Zugang zum „Burgkomplex“ der Marineschule Mürwik

Adalbert Kelm (* 4. Januar 1856 in Landsberg an der Warthe; † 28. Februar 1939 in Kiel) war ein deutscher Architekt und Marine-Baubeamter, der durch den Bau der Marineschule Mürwik Bekanntheit erlangte.

## Leben und Schaffen
Adalbert Kelm wurde 1856 als Sohn eines Maurermeisters in Landsberg an der Warthe geboren. Er besuchte das Realgymnasium und erlangte die Obersekundareife. Danach machte er eine Maurerlehre und besuchte parallel dazu eine Baugewerkschule, wo er 1875 das Abitur ablegte. Nachdem sein Vater gestorben war und daher wohl das väterliche Baugeschäft aufgegeben worden war, studierte Adalbert Kelm das Baufach. In dieser Zeit arbeitete er auch in der Redaktion der Bauwerkszeitung mit. Zudem unterrichtete er an der Gewerblichen Sonntagsschule des Bundes der Bau-, Maurer- und Zimmermeister Berlins. 1880 bestand er schließlich die erste Staatsprüfung (Bauführerprüfung). Als Regierungsbauführer (Referendar) wurde er bei der Militärbauverwaltung in Aurich eingesetzt und war dort für die Leitung von Kasernenumbauten zuständig. Anschließend übernahm er an der Baugewerkschule Holzminden eine Lehreranstellung. 1882 bis 1884 betreute er die Erweiterungsarbeiten am staatlichen Gymnasium in Wilhelmshaven. Es folgte bis 1887 eine Anstellung beim Magistrat der Stadt Mühlhausen in Thüringen. Im gleichen Jahr legte er die zweite Staatsprüfung ab und wurde anschließend zum Regierungsbaumeister (Assessor) für das Hochbaufach ernannt. In den folgenden Jahren arbeitete er wieder im Bereich der preußischen Militärbauverwaltung.
1891 verließ er den preußischen Staatsdienst und wurde Stadtbaurat in Gleiwitz in Oberschlesien. Die Stadt verdankt ihm bedeutende städtebauliche Erweiterungen in dieser Zeit.
1904 bewarb er sich erfolgreich bei der Bauverwaltung der kaiserlichen Marine und wurde beim Marinebauamt Kiel eingestellt. Bis mindestens 1910 arbeitete er dort im Rang eines Garnisonbauinspektors, führte 1910 aber außerdem den Ehrentitel Baurat. Später stieg er in der Beamtenhierarchie anscheinend bis zum (Marine-) Intendantur- und Baurat auf.
Noch im Jahr 1904 entstand unter Kelms Beteiligung der Wasserturm Kiel-Wik. Auf seine Anregung geht zurück, dass die 1905–1907 erbaute evangelische Marine-Garnisonkirche, die Kieler Petruskirche, nicht geostet, sondern aus städtebaulichen Gründen mit dem Altarbereich nach Norden ausgerichtet wurde. Kurz vor oder nach seiner Anstellung beschloss man die Verlegung der Marineakademie und -schule von der Kieler Förde an die Flensburger Förde. So entstand in den Jahren 1905–1907 die Anlage der Schiffsartillerieschule und Schützen-Kaserne (heute Sønderborg Kaserne) in Sonderburg nach seinen Plänen (in Zusammenarbeit mit Eugen Fink) und nahezu gleichzeitig von 1907 bis 1910 sein Hauptwerk, die Marineschule in Flensburg-Mürwik. Der Bau in stilistischer Anlehnung an die mittelalterliche Backsteingotik war insbesondere von der Marienburg inspiriert. An der Entwurfsplanung der Marineschule Mürwik war als Mitarbeiter des Marinebauamts Kiel auch Paul Ziegler beteiligt, der 1905 in die kommunale Bauverwaltung der Stadt Flensburg wechselte und dort eine bedeutende Rolle in der städtebaulichen und architektonischen Entwicklung spielte. Gleichzeitig mit der Marineschule entstand in deren „Vorburgbereich“ das Marinelazarett Flensburg-Mürwik, das zwar Bestandteil von Kelms Gesamtplanung war, aber von den auf Krankenhausbauten spezialisierten Berliner Architekten Heino Schmieden und Julius Boethke in Abstimmung mit der Marine-Bauverwaltung entworfen wurde. Weitere Bauten, die heute von der Marineschule genutzt werden (z. B. die Sportschule und das Gebäude des Stabszugs der Marineschule Mürwik), entstanden erst wesentlich später und stammen nicht von Adalbert Kelm. Der unter Kelm entstandene „Burggebäude“-Komplex der Marineschule gilt heute als ein Hauptwerk der Wilhelminischen Zeit (vgl. Wilhelminismus).
In einer Rede zu einem von der Stadt ausgerichteten Festessen erklärte der Stadtpräsident Löhmann: „(...) daß ihm, Herrn Baurat Kelm, in diesen Tagen die Herzen aller derer entgegenschlagen, die die Stadt Flensburg und ihre schöne Förde lieb hätten. Wohl nie habe ein Bau in dieser Stadt ein so allgemeines Interesse hervorgerufen, wie der von Herrn Baurat Kelm geschaffene, und das mit Recht! (...) eine Kaserne sei es nicht geworden. Bewundernd müsse ein jeder zu dem Bau aufsehen, mit einfachen Mitteln sei Großes geschaffen. Herr Baurat Kelm habe sich ein Denkmal gesetzt, das, so hoffe der Redner, die Jahrhunderte überdauern werde. So lange es aber stehe, werde man aber auch dankbar des Erbauers gedenken. (...)“ Am Schluss der Rede reimte der Stadtpräsident: „[...] Wer schuf den Bau so stolz vom Grund zum Turm und Helm? – Kelm.“
Adalbert Kelm veröffentlichte des Weiteren mehrere Schriften zum Wohnungs- und Siedlungsbau, ein entsprechendes Bauprojekt von ihm ist aber bislang erst für die zweite Hälfte der 1920er Jahre nachweisbar – als Kelm bereits im Ruhestand war.
Unter der Leitung von Adalbert Kelms Sohn, Walter Kelm (1883–1954), wurde 1925–1930 die Marinesiedlung in Kiel gebaut. Der Siedlungsbestand Niebuhrstraße / Kleiststraße wird wohl fälschlich hin und wieder auch Adalbert Kelm zugeschrieben.
Adalbert Kelm liegt auf dem Kieler Nordfriedhof begraben.

## Auszeichnungen
Kelm wurde 1910 das päpstliche Ehrenkreuz Pro Ecclesia et Pontifice verliehen. Diese Auszeichnung bezog sich möglicherweise auf den Bau der katholischen Garnisonkirche St. Heinrich in Kiel.
Er wurde außerdem bereits am 11. November 1911 durch die Stadt Flensburg mit einer Straßenbenennung ausgezeichnet, die zur Marineschule führende Straße heißt seitdem Kelmstraße, ein dortiger Hof Kelmhof.

## Werk

### Bauten
- 1891–1901: Feuerwache in Gleiwitz
- 1894: eigenes Wohnhaus in der Teuchertstraße 37 in Gleiwitz[2]
- 1904: Wasserturm Kiel-Wik in Kiel-Wik
- 1905–1907: Schiffsartillerieschule und Schützen-Kaserne (Sønderborg Kaserne) in Sonderburg (in Zusammenarbeit mit Eugen Fink)[7][12]
- 1907–1909: Katholische Garnisonkirche St. Heinrich in Kiel-Blücherplatz[13]
- 1907–1910: Marineschule Mürwik in Flensburg-Mürwik (auch genannt Rote Burg an der Förde oder Rotes Schloss am Meer)
- 1908: Marine-Wasserturm in Flensburg-Mürwik

### Schriften
- Beiträge zur Wohnungsreform unter besonderer Berücksichtigung des Kleinwohnungsbaus. Fischer, Jena 1911.
- Die volkswirtschaftliche Überlegenheit von Einfamilienhaus mit Garten gegenüber dem Etagenhaus. In: Gartenstadt, Mitteilungen der Deutschen Gartenstadt-Gesellschaft, 7. Jahrgang 1913, Heft 7, S. 126.[14]
- Die Verbilligung des Kleinwohnungsbaues. Ein Beitrag zur Frage der Kriegerheimstätten-Siedlungen. Kiel 1919.
- Der Lehmbau. Ein Mittel zur Bekämpfung der Wohnungsnot. Leipzig 1920.
- Bericht des Marinebauamts Kiel-Wik. In: Schleswig-Holsteinisches Jahrbuch, Bd. 17 (1927), S. 124.